# Durrell Summers
Durrell Summers (Detroit, 4 febbraio 1989) è un cestista statunitense.

## Carriera

### High school e college
Dopo aver giocato alla Redford Covenant Christian High School di Detroit nel 2007 va a frequentare Michigan State University. Gioca per quattro anni consecutivi nella squadra dell'ateneo, con cui disputa 145 partite con medie complessive di 9,1 punti, 3,7 rimbalzi, 0,7 assist, 0,5 palle recuperate e 0,2 stoppate a partita in 27,7 minuti di media a gara. Con le sue 145 partite giocate è l'atleta con più presenze nella storia della squadra.

### Professionista
Si dichiara eleggibile per il Draft NBA 2011 senza però venire scelto da nessuna franchigia NBA. Nella stagione 2011-12 gioca con i Maine Red Claws nella NBDL e successivamente per tre partite a Boulogne-sur-Mer, nella massima serie francese. L'anno successivo gioca nuovamente in NBDL, questa volta negli Idaho Stampede, con cui gioca 50 partite. Successivamente ha giocato 12 partite in Venezuela e poi in due diverse squadre in Ungheria ed in Israele. Dal 2014 al 2015 ha giocato in NBDL nei Reno Bighorns, prima di essere tagliato e passare ai Westchester Knicks con cui ha terminato la stagione. Successivamente si accasa ai messicani del Rayos de Hermosillo.